# Stokke
Stokke est une ancienne kommune de Norvège. Elle est située dans le comté de Vestfold.
Le recensement de 2012 indique que la population de la ville est de 11 362.
Le centre de conférence d'Oslofjord Convention Center est situé dans la commune de Stokke.
Le 1er janvier 2017, Stokke a fusionné avec Andebu et Sandefjord (1885-2017) dans la nouvelle municipalité de Sandefjord dans le cadre de la réforme municipale en Norvège. Exception faite de la localité de Vear et la région environnante, qui a été fusionnée dans la commune de Tønsberg. 